# Emmet Montgomery Reily

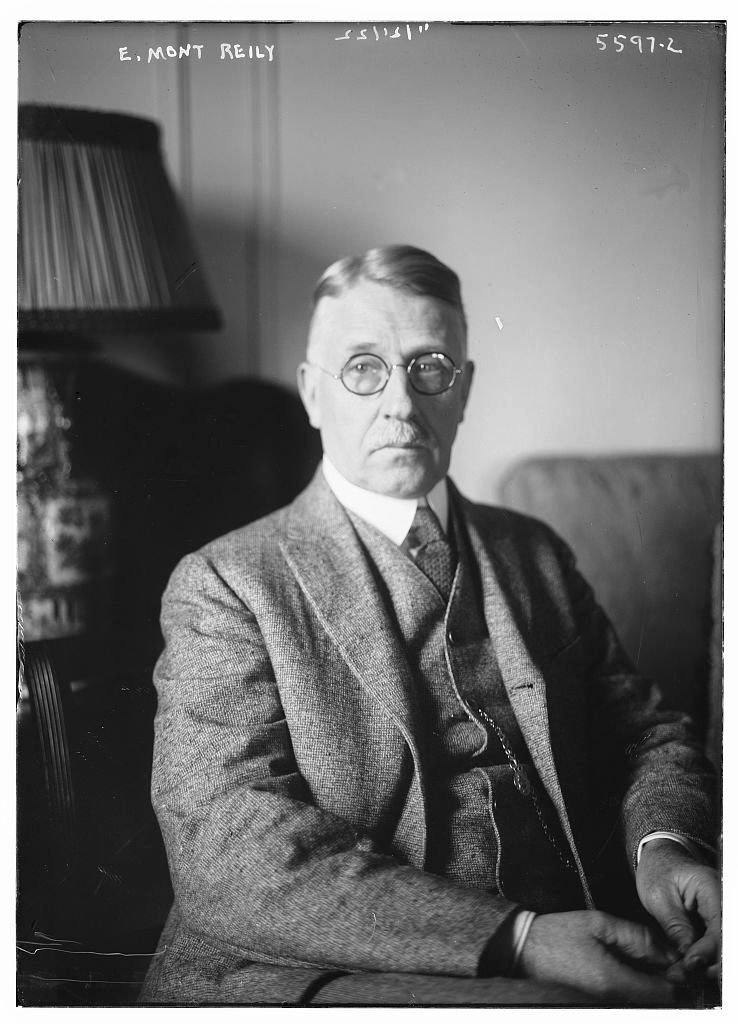
Emmet Montgomery Reily

Emmet Montgomery Reily (* 21. Oktober 1866 in Sedalia, Missouri; † 31. Oktober 1954 im Jackson County, Missouri) war ein US-amerikanischer Politiker und von 1921 bis 1923 Gouverneur von Puerto Rico.

## Werdegang
Emmet Reily wurde in Missouri geboren und zog als Jugendlicher nach Fort Worth in Texas, wo er in der Zeitungsbranche sowie im Immobiliengeschäft arbeitete. Dort schlug er auch als Mitglied der Republikanischen Partei eine politische Laufbahn ein. Acht Jahre lang war er deren Ortsvorsitzender in Fort Worth. Für einige Zeit war er dort auch Bezirksvorsitzender. Im Jahr 1892 zog er nach Kansas City in Missouri, wo er Sekretär des Bürgermeisters wurde. Zwischenzeitlich kehrte er auch in das Privatleben zurück. Im Jahr 1902 wurde er stellvertretender Posthalter in Kansas City.
1901 gründete er einen Verein, der sich für die Nominierung von Vizepräsident Theodore Roosevelt als Präsidentschaftskandidat im Jahr 1904 einsetzte. Der Verein löste sich aber auf, nachdem Roosevelt noch im selben Jahr nach der Ermordung von Amtsinhaber William McKinley Präsident geworden war. In Kansas City war Emmet Reily auch als Zeitungsverleger tätig. Dabei setzte er sich im Jahr 1920 sehr für die Nominierung von Warren G. Harding als republikanischer Präsidentschaftskandidat ein.
Nach seiner Wahl zum Präsidenten belohnte Harding Reilly für dessen Unterstützung, indem er ihn zum neuen Gouverneur von Puerto Rico ernannte. Dieses Amt bekleidete er zwischen 1921 und 1923. Dabei machte er sich dort sehr unbeliebt. Er wollte das Land amerikanisieren: Viele seiner Mitarbeiter kamen aus dem amerikanischen Festland; er ließ nur noch die amerikanische Flagge aufziehen und ignorierte alle traditionellen heimischen Fahnen. Er versuchte auch die Spanische Sprache zu Gunsten der Englischen zurückzudrängen. Nur in der Architektur kam er dem spanischen Stil entgegen und ließ auf diesem Gebiet eine spanische Renaissance zu. Auch politisch entzweite er sich mit den Bewohnern Puerto Ricos. Bald wurden Stimmen laut, die seine Abberufung forderten. In einem Brief an Präsident Harding schrieb Reily, dass er sogar mit dem Tod bedroht würde. Gleichzeitig wurden in Puerto Rico Korruptionsvorwürfe gegen ihn erhoben.
Unter diesem Druck und unter dem Eindruck einer Erkrankung trat Emmet Reily im Jahr 1923 von seinem Gouverneursposten zurück. Über seinen weiteren Lebensweg ist nichts überliefert. Er starb am 31. Oktober 1954 in Missouri.